# رأس وارب
الرأس الوارب أو الدنح (المعروف أيضًا باسم متلازمة الرأس المسطح) هو حالة طبية تتميز بعدم تناظر الجمجمة (شكل مسطح من جانب واحد). يتميز الشكل الخفيف الواسع الانتشار بوجود بقعة مسطحة على الجزء الخلفي من الرأس، أو جانب واحد بسبب البقاء في وضع الاستلقاء لفترات طويلة.
الدنح هو عدم انتظام أبعاد الرأس، ما يعطيه شكلًا مسطحًا من جانب واحد في الجزء الخلفي، وغالبًا ما تترافق الحالة بعدم تناظر أبعاد الوجه. يُقسَم الدنح (اعتمادًا على وجود التحام عظام أو عدم وجوده) إلى مجموعتين: تترافق الأولى مع التحام أكثر من درز قحفي، بينما لا تترافق الثانية بالتحام عظام.  يشمل العلاج الجراحي لهذه المجموعات طريقة مرجعية، إلا أنه ما زال مثير للجدل. يصف مصطلح قصر الرأس شكل رأس عريض للغاية مع تسطّح الجزء الخلفي منه بالكامل.

## الأسباب
يُشخَّص الدنح الطفيف بشكل روتيني عند الولادة، وقد ينتج عن وجود بيئة مقيِّدة للجنين داخل الرحم، ما يعطي الرأس شكلًا ماسيًا عند النظر إليه من الأعلى. إذا حدث اتحاد مبكر لعظام الجمجمة، تسمى الحالة تعظم الدروز الباكر.
زاد معدل حدوث الإصابة بالدنح بشكل كبير بعد صدور التوصيات الهادفة للوقاية من متلازمة موت الرضع المفاجئ، التي تنصح الوالدين بإبقاء أطفالهم مستلقين على ظهورهم.
تشير البيانات أيضًا إلى أن معدلات الإصابة بالدنح أعلى في حالة التوائم، والولادات المتعددة، ولدى الأطفال الخدج، والأطفال ذوي الوضعية المقعدية، أو القذالية الأمامية، والأطفال المولودين بعد مخاض طويل.